# 銀幕会議
『銀幕会議』（ぎんまくかいぎ）は、2005年10月29日から2006年9月16日までフジテレビの深夜番組放送枠『DO!深夜』内で放送されていた、映画についてトークする深夜番組。放送時間は毎週土曜 25:45 - 26:15 （日本標準時、以下同）、系列局の長野放送でも同時ネットで放送。2006年5月からはフジテレビ721でも放送されていた。
同タイトルでの放送終了後、番組は『銀幕会議2』（ぎんまくかいぎツー）と題してリニューアルし、2006年10月26日から2008年3月20日まで同じくフジテレビで放送された。フジテレビでは毎週木曜 25:45 - 26:15に、長野放送では1日遅れの金曜 25:50 - 26:20に放送。

## 概要
映画の予告編に着目し、それが映画本編の何分何秒で上映されているのか、映画配給会社はなぜそのシーンを選んだのかなど、予告編についての議論を行う。そして映画の楽しさを視聴者に知ってもらい、映画ファン層の拡大や映画界全体のブームアップなどを図っていくことが狙い。
『銀幕会議2』へのリニューアル後は「珍予告で言いたい放題」のコーナーがあった。

## 出演者
- 予告座館主（MC）：佐野史郎
- もぎり（アシスタント）：平井理央（当時フジテレビアナウンサー）（2005年10月 - 2006年3月） → 斉藤舞子（フジテレビアナウンサー）（2006年4月 - 番組終了）
- 予告編プレゼンター：入江雅人（2005年10月 - 2006年9月）、EE男（2006年10月 - 番組終了）、仲山史華（2006年10月 - 2007年3月）、松嶋初音（2007年4月 - 番組終了）、琳紗織（EE娘 / 2007年4月 - 2007年9月）、望月みさ（2007年10月 - 番組終了）
- 予告編納入業者（2006年5月 - 2006年9月） → 顧問：笠井信輔（フジテレビアナウンサー）

この他に、納入業者サポーターとして、宣伝プロデューサーや映画監督、カメラマン、脚本家などの映画に関わった人物をゲストとして招く。

## スタッフ
- プロデューサー：織田雅彦、水野敬
- ディレクター：水野敬
- AP：上原寿一
- 制作：フジテレビ映画制作部
- 制作協力：オフィス・トゥー・ワン